# 藤田亮策
藤田 亮策（ふじた りょうさく、1892年〈明治25年〉8月25日 - 1960年〈昭和35年〉12月12日）は、日本の考古学者。

## 経歴

### 出生から学生時代
1892年、新潟県古志郡上北谷村（現見附市/長岡市）に、父・藤田福十郎、母・タケの次男として生まれた。1915年（大正4年）7月、旧制第一高等学校の第三部医科を卒業し、東京帝国大学医科大学に入学するが、近眼のため医者になる道を断念して、同年10月文科大学に転学し、国史学を専攻した。文科大学では黒板勝美の指導を受け、1918年（大正7年）7月、卒業論文「江戸時代の漕運」を提出して史学科を卒業。この時はまでは関心の対象は交通史であり、考古学に深い関心を寄せてはいなかった。

### 大学卒業後から朝鮮半島引き上げまで
大学を卒業後の1918年、文部省の維新史料編纂事務嘱託となった。1922年（大正11年）、恩師黒板の紹介で朝鮮総督府古蹟調査委員となり、京城に赴任。この時の古蹟調査課課長は小田省吾であった。以後、終戦まで考古学を専門的に調査・研究していった。1923年（大正12年）朝鮮博物館協議委員となり、学務局の博物館主任となった。1924年（大正13年）、古蹟調査課廃止のため、朝鮮総督府編修官に転任。藤田曰く、「大正十五年に京城帝国大学ができ助教授に拾われるまで、教科書編修官・朝鮮史修史官を転々居候を続け」たと後述している。1926年（大正15年）、京城帝国大学助教授となり、法文学部づきとなる。1929年（昭和4年）「青丘学会」が創立されると、その評議員・委員となった。1932年（昭和7年）、京城帝大教授となっていた小田省吾が定年退職し、また同大学教授の今西龍が亡くなったため、その後をうけて京城帝大教授に昇進し、朝鮮史学第一講座を担当した。1933年（昭和8年）、朝鮮史編修委員、朝鮮宝物古蹟名勝天然記念物保存委員会委員となった。1941年（昭和16年）、京城帝大法文学部長となった（1943年（昭和18年）まで）。

### 戦後
太平洋戦争が終結すると、1945年（昭和20年）10月に日本へ引き揚げ、千葉県に移住した。1947年、教育職員適格審査に通り、再び教壇に立つことが可能となった。1948年、日本考古学協会委員長、日本学術会議会員に選出。1949年、東京芸術大学教授となり、文庫課長となった。1950年、天理大学で高橋亨らと朝鮮学会を結成し、その幹事に就任。1955年からは、東京芸術大学評議員、同附属図書館長をつとめた。1959年（昭和34年）、奈良国立文化財研究所所長に就いたが、翌1960年に没した。享年68歳。

## 著作

### 単著
- 『朝鮮古代文化』岩波書店〈岩波講座日本歴史〉、1934年9月。 NCID BN0820516X。全国書誌番号:46078742。
- 『朝鮮考古学研究』高桐書院、1948年8月。 NCID BN02714659。全国書誌番号:46005076 全国書誌番号:52006802。
- 『朝鮮の歴史』福村書店〈アジアの歴史文庫〉、1953年。 NCID BN1474921X。全国書誌番号:45021866。
- 『朝鮮学論考』藤田先生記念事業会、1963年3月。 NCID BN05180379。全国書誌番号:63011390。
- 『考古学』国書刊行会、1976年5月。 NCID BN01899810。全国書誌番号:73014282。
- 『藤田亮策集』築地書館〈日本考古学選集 19〉、1981年11月。 NCID BN0204351X。全国書誌番号:82044676。

### 共著
- 鳥山喜一、藤田亮策『間島省古蹟調査報告』満洲帝国民生部〈満洲国古蹟古物調査報告書 第3編〉、1942年9月。 NCID BA62003362。全国書誌番号:46042958。
- 藤田亮策、清水潤三、桜井清彦、中川成夫、小出義治、大塚初重『考古学の調査法』古今書院〈形成選書〉、1958年2月。 NCID BN02921085。全国書誌番号:58002937。

### 共編
- 藤田亮策・清水潤三 編『長者ヶ原』糸魚川市教育委員会、1964年3月。 NCID BN12400351。全国書誌番号:65001686。

### 共編著
- 梅原末治、藤田亮策『朝鮮古文化綜鑑』 全4巻、養徳社、1947年-1966年。 NCID BN07198921。全国書誌番号:46005090 全国書誌番号:54014252 全国書誌番号:59007736 全国書誌番号:66004791。
  - 梅原末治、藤田亮策『朝鮮古文化綜鑑』 全4巻（復刻版）、名著出版、1974年1月。 NCID BN11746543。全国書誌番号:73007001。
  - 梅原末治、藤田亮策『朝鮮古文化綜鑑』 全4巻（復刻版）、出版科学総合研究所、1986年8月。 NCID BN02745878。全国書誌番号:87036633。

### 校訂
- 『瀋陽状啓』藤田亮策・田川孝三校、京城帝国大学法文学部〈奎章閣叢書 第1〉、1935年3月。 NCID BN12277153。全国書誌番号:46051273。

### 監修
- 日本考古学協会 編『日本考古学辞典』藤田亮策監修、東京堂、1962年12月。 NCID BN01703023。全国書誌番号:63001067。

## 参考資料
- 関係者の座談会での回想が『東方学回想 Ⅴ　先学を語る〈4〉』（刀水書房、2000年）に収録されている。
- 朝鮮半島から流出した文化財の返還問題
- 『藤田亮策』 - コトバンク
- 『藤田 亮策』 - コトバンク
- 藤田亮策 ::  東文研アーカイブデータベース